# Ilona Nagy
Ilona Nagy, född den 21 januari 1951 i Budapest, Ungern, är en ungersk handbollsspelare.
Hon tog OS-brons i damernas turnering i samband med de olympiska handbollstävlingarna 1976 i Montréal.